# Le parole celate

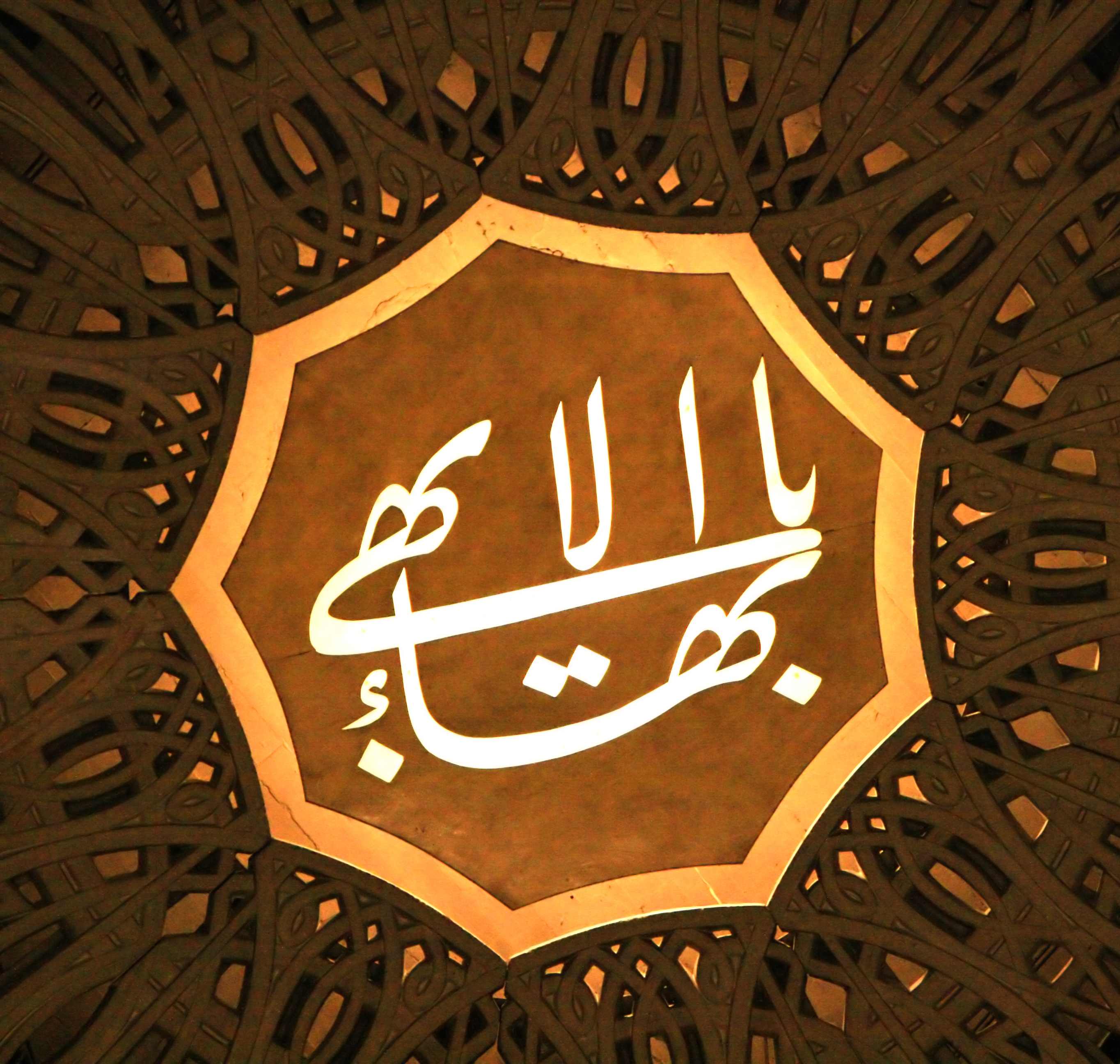
Il Più Grande Nome

Le Parole Celate o Kalimát-i-Maknúnih (کلمات مکنونه ) è un'opera scritta a Baghdad attorno al 1857-1858 da Bahá'u'lláh, il fondatore della Fede bahai. Questo libro fu scritto parte in arabo e parte in persiano.
Il testo ha la forma di un compendio di aforismi o brevi esposizioni, 71 in arabo e 82 in persiano, in cui Bahá'u'lláh illustra l'essenza della verità religiosa e la natura dell'uomo che sollecita a uscire dalla propria materialità egoistica per elevarsi spiritualmente. Bahá'u'lláh invita l'uomo a coltivare il sapere, la giustizia, ad amare Dio e a comportarsi conseguentemente.
'Abdu'l-Bahá, il figlio di Bahá'u'lláh ha suggerito ai Bahai di leggere quotidianamente Le parole celate per sviluppare e applicare la propria saggezza alla vita di ogni giorno.
`Abdu'l-Bahá ha anche detto: Le Parole Celate è un tesoro dei misteri divini che permette a chi medita su di esso d'aprire le porte dei misteri.

## Testo
Il testo, diviso in due sezioni, una in arabo e una in persiano, è costituito da una breve ma basilare introduzione e da 153 passaggi complessivi, ognuno dei quali inizia con un'invocazione. Le invocazioni più frequenti sono O Figlio dello Spirito, O Figlio dell'Uomo e O Figlio dell'Essere.
La struttura del testo è quella del dialogo in prima persona per cui il lettore sente più intimamente la vicinanza a Dio in un rapporto spiritualmente interattivo.
Le Parole Celate assieme a Kitáb-i-Aqdas, Kitáb-i-Íqán e a Spigolature dagli scritti di Bahá'u'lláh sono considerati dai Bahai tra i testi più significativi della letteratura bahai.